# Qasımlı (Masallı)
Qasımlı è un comune dell'Azerbaigian situato nel distretto di Masallı. Conta una popolazione di 2 079 abitanti.